# Schizocarpum
Schizocarpum es un género con doce especies de plantas con flores perteneciente a la familia Cucurbitaceae. 

## Especies seleccionadas
| - Schizocarpum attenuatum - Schizocarpum dieterleae - Schizocarpum filiforme - Schizocarpum guatemalense - Schizocarpum jaliscanum - Schizocarpum liebmannii | - Schizocarpum longisepalum - Schizocarpum palmeri - Schizocarpum parviflorum - Schizocarpum pilosum - Schizocarpum reflexum - Schizocarpum tripodum |